# 周鏘
周鏘（16世紀—17世紀），字子宣，號慕乾，锦衣卫籍，浙江杭州府海寧縣人，明朝政治人物。

## 生平
萬曆三十四年（1606年）丙午科順天府鄉試第六十七名舉人，四十一年（1613年）癸丑科三甲第五名進士，兵部觀政，四十二年授行人，四十七年复除原职，天啓元年（1621年）升礼部主客司主事，四年升祠祭司员外郎，本年河南主考，五年晉郎中，六年調儀制司，三月出爲河南右參政、管河道，以在開封府爲魏忠贤建生祠，十月加升按察使，崇祯元年闲住。官至太常寺少卿。

## 家族
曾祖周珎，義官。祖父周綬，義官。父周國賢，举人、知州。